# Culex ronderosi
Culex ronderosi är en tvåvingeart som beskrevs av Linero 1967. Culex ronderosi ingår i släktet Culex och familjen stickmyggor.
Artens utbredningsområde är Venezuela. Inga underarter finns listade i Catalogue of Life.